# Bão Krovanh (2020)
Bão Krovanh, số hiệu chính thức WP262021, được biết đến ở Philippines với tên gọi bão Vicky là cơn bão số 14 trên biển Đông đã gây ra lũ lụt chết người ở Philippines trong tháng 12 năm 2020 và cũng là cơn bão cuối cùng của mùa bão Tây Bắc Thái Bình Dương 2020.

## Lịch sử khí tượng
- Đây là lần đầu tiên (kể từ năm 1974) 9 cơn bão liên tiếp trên Tây Bắc Thái Bình Dương cùng đi vào biển Đông (Linfa, Nangka, Saudel, Molave, Goni, Atsani, Etau, Vamco, Krovanh), một điều vô cùng hiếm gặp (cuối năm 1974, đầu năm 1975, đã từng xuất hiện 11 cơn bão liên tiếp trên Tây Bắc Thái Bình Dương và chúng cùng vào biển Đông, cũng trong một chu kỳ La Nina).
- Cơn bão Krovanh - bão số 14 này cũng đưa năm 2020 trở thành năm có tỷ lệ bão trên biển Đông so với khu vực Tây Bắc Thái Bình Dương cao nhất (60,9%).
- Bão số 14 hình thành từ một áp thấp nhiệt đới trên vùng biển miền Nam Philippines, vào biển Đông mạnh lên thành bão và khi đó được dự báo hướng về miền Tây Nam Bộ (từ Sóc Trăng đến Cà Mau). Tuy nhiên, cơn bão này chỉ giữ được cường độ bão (cấp 8) trong khoảng 18 giờ đồng hồ; sau khi suy yếu thành áp thấp nhiệt đới thì tồn tại được thêm khoảng 1 ngày nữa trước khi suy yếu thành vùng áp thấp và tan dần khi tiến đến phía Tây quần đảo Trường Sa (khu vực bãi Huyền Trân). Nguyên nhân do đới gió Đông Bắc khô trên cao hoạt động mạnh, hàm lượng nhiệt đại dương thấp và đới gió mạnh. Vùng áp thấp tiếp tục di chuyển về phía tây và đổ bộ Thái Lan, vượt sang Ấn Độ Dương và tan hẳn.